# 林子超 (藝人)
林至昭（英語：Andy Lin Chi Chiu，1990年1月22日—），前名林子超，香港男主持、演員、模特兒及舞蹈員，現為無綫電視基本藝人合約及前邵氏兄弟藝人。

## 簡歷
林子超有一名胞姊，14歲已開始跳舞，就讀聖馬可中學期間喜歡瞞著家人模仿郭富城舞姿，又加入校內舞蹈學會，直到2007年完成香港中學會考課程後，便到香港演藝學院修畢兩年制現代舞文憑課程；2009年因要徹底治療先天性心漏病而入院進行開胸手術，並曾打算加入無綫電視當舞蹈藝員。由於他對演戲（音樂劇）頗感興趣，本來想去倫敦及紐約進修，但家庭經濟能力負擔不了，故此2010年選到亞洲唯一提供相關課程的地方 —— 新加坡，修讀拉薩爾藝術學院舞台音樂劇專業課程。可是他讀了一年就覺得在當地做演員出路不多，遂放棄學士學位而回港參加 now TV《CEO 選拔賽》，之後成為旗下藝員，主要擔任娛樂頻道102觀星台節目主持。此前，他曾任職亞洲博覽會汽車展、海洋公園及香港迪士尼樂園的舞蹈員。
2015年，林子超希望可以演戲且不想再續約，所以離開 now TV，曾於一年內過著零收入的生活，一度考慮轉職空中服務員和舞蹈老師；2016年嘗試報名參加《2016香港先生選舉》，雖未能進入十三強，卻獲一位無綫電視監製邀約為兒童節目《Think Big天地》教舞，後來亦獲一間幼稚園的校長賞識到學校授藝，故決定繼續留在娛樂圈發展。2017年，他應梅小青及方俊華邀請，以自由身藝人身份參演無綫電視劇《宮心計2深宮計》中「陳茗風」一角，因演技精湛而備受注目；翌年11月14日正式加入無綫電視，成為旗下基本合約藝員，也在綠苗工作坊開辦「Andy's Star Dance」舞蹈課程教幼兒習舞。
2020年9月，林子超又加入邵氏兄弟成為旗下藝人，並於翌月跟楊柳青合資40萬在上環大安臺開辦健身藝術學校「Studio12」。2021年5月，他為了克服心漏病手術造成的疤痕，而參加無綫電視真人騷節目《盛·舞者》，但於第十集被淘汰，未能爭取最終名次。

## 音樂作品

### 單曲
| 推出日期 | 曲目     | 作曲       | 填詞   | 編曲 | 監製       | 備註         |
| 2024年   |          |            |        |      |            |              |
| 10月9日  | 廢人美學 | Kendy Suen | 彭嘉維 | MAEL | Kendy Suen | 首支派台單曲 |

### 派台歌曲成績
| 派台歌曲成績（五台） | 派台歌曲成績（五台） | 派台歌曲成績（五台） | 派台歌曲成績（五台） | 派台歌曲成績（五台） | 派台歌曲成績（五台） | 派台歌曲成績（五台） | 派台歌曲成績（五台） |
| -------------------- | -------------------- | -------------------- | -------------------- | -------------------- | -------------------- | -------------------- | -------------------- |
| 唱片                 | 歌曲                 | 903                  | RTHK                 | 997                  | TVB                  | ViuTV                | 備註                 |
| 2024年               |                      |                      |                      |                      |                      |                      |                      |
|                      | 廢人美學             | -                    | -                    | -                    | ×                    | -                    | 首支派台歌曲         |

| 各台冠軍歌總數（五台） | 各台冠軍歌總數（五台） | 各台冠軍歌總數（五台） | 各台冠軍歌總數（五台） | 各台冠軍歌總數（五台） | 各台冠軍歌總數（五台） |
| ---------------------- | ---------------------- | ---------------------- | ---------------------- | ---------------------- | ---------------------- |
| 903                    | RTHK                   | 997                    | TVB                    | ViuTV                  | 備註                   |
| 0                      | 0                      | 0                      | 0                      | 0                      | 五台冠軍歌總數：0      |

- （*）上榜中
- （-）未能上榜
- （×）沒有派往該台

## 演出作品

### 電視劇集
| 首播     | 劇名                           | 角色                           |
| 無綫電視 |                                |                                |
| 2018年   | 宮心計2深宮計                  | 陳茗風                         |
| 2019年   | 愛·回家之開心速遞              | 紋身師（第519集）              |
| 2019年   | 愛·回家之開心速遞              | 年輕男同事（第592集）          |
| 2019年   | 愛·回家之開心速遞              | 刑事偵緝處探員（第692集）      |
| 2019年   | 愛·回家之開心速遞              | 學 生（第795、900集）          |
| 2019年   | 愛·回家之開心速遞              | 心靈洗滌班學生（第796集）      |
| 2019年   | 愛·回家之開心速遞              | 言 少（第1025、1137集）        |
| 2019年   | 機動部隊2019                   | 阿 超                          |
| 2019年   | 解決師                         | Kevin                          |
| 2020年   | 黃金有罪                       | 長旺股票行職員（第4、7、13集） |
| 2020年   | 大醬園                         | 包 旺                          |
| 2020年   | 法證先鋒IV                     | 黃誠康                         |
| 2020年   | 殺手                           | 職 員（第10集）                |
| 2020年   | 迷網                           | 保 安（第24集）                |
| 2020年   | 木棘証人                       | 年青葉明鈞（第17、20集）       |
| 2020年   | 踩過界II                       | 朱家洛（第25集）               |
| 2020年   | 愛美麗狂想曲（myTV Gold 首播） | 主 管（第28集）                |
| 2021年   | 逆天奇案                       | 吳浩光（寡佬）                 |
| 2021年   | 一笑渡凡間                     | 大 牛（第12集）                |
| 2021年   | 青年心城之撐起青春             | 磊                             |
| 2021年   | 星空下的仁醫                   | 姚博仁（Christopher）          |
| 2021年   | 拳王                           | 年青海正曦（第1、2集）         |
| 2021年   | 十月初五的月光                 | Martin                         |
| 2021年   | 青春本我                       | 安 狄                          |
| 2022年   | 鐵拳英雄                       | 飛手下（第27 - 29集）          |
| 2022年   | 十八年後的終極告白2.0          | 周明光（光仔）                 |
| 2022年   | 白色強人II                     | 趙 平（第20、29集）            |
| 2022年   | 美麗戰場                       | 排舞師（第13集）               |
| 2022年   | 法證先鋒V                      | 伍朗廷                         |
| 2023年   | 法言人                         | 田康男                         |
| 2024年   | 逆天奇案2                      | 吳浩光（寡佬）                 |
| 邵氏兄弟 |                                |                                |
| 2022年   | 飛虎之壯志英雄                 | 司 儀（第1集）                 |

### 主持節目
| 首播          | 節目名      | 備註                                             |
| now TV        |             |                                                  |
| 2011 - 2015年 | 102觀星總部 | now劇集台 《Enews》（星期二）及《E + Focus》主持 |
| 2014 - 2015年 | 102觀星總部 | now劇集台 《男極觀星團》暫代主持                 |
| 2014 - 2015年 | 娛樂九點半  | 與區永權、黃心美及鄧洢玲一同主持《Petgazine II》 |
| 2015年        | 牙罅疏LIN   | 102觀星台；主持                                  |

### 綜藝節目
| 首播     | 節目名                     | 備註                         |
| 無綫電視 |                            |                              |
| 2016年   | Think Big天地              | 演出《齊齊起動》環節         |
| 2021年   | 盛·舞者                    | 演出                         |
| 2021年   | 明星運動會                 | 演出                         |
| 2021年   | 2021年度香港小姐競選準決賽 | 演出                         |
| 2021年   | Sing空下的仁醫             | 演出                         |
| 2022年   | 博愛歡樂傳萬家             | 演出（為鍾柔美及汪明荃伴舞） |
| 2022年   | 萬眾同心公益金             | 演出                         |
| 2024年   | 博愛歡樂傳萬家             |                              |

### 舞台劇
| 首演                | 劇名           | 角色   |
| 中華文化交流協會    |                |        |
| 2013年2月2、3日     | 天狐變         | 狐 仙  |
| 爆炸戲棚            |                |        |
| 2015年1月9 - 11日   | 血染謎情       | 警 探  |
| 普劇場              |                |        |
| 2015年12月19 - 27日 | 貝貝的文字冒險 | 奧斯卡 |

### 廣播劇
| 首播     | 劇名           | 角色            |
| 香港電台 |                |                 |
| 2016年   | 背包旅遊不是夢 | 小 超（第13集） |

### 電台節目
| 首播             | 節目名  | 備註                   |
| DBC數碼1台旗艦台 |         |                        |
| 2013 - 2014年    | 特務008 | 主持（與瑪姬及羅沛琪） |

### 廣告
| 年份   | 產品內容                                                   |
| 2015年 | MOOV「音樂 APP - 我哋聽歌打工仔 日日等出糧？」（平面廣告） |
| 2016年 | 肯德基名爐醬脆雞（電視廣告）                               |
| 2017年 | 健安喜 Live Well - TriFlex（平面廣告）                     |

### 其他
- 2014年：香港精英運動員協會「動感校園」計劃 - 藝人篇

## 書籍
| 日期                   | 作品名   | 國際書號           |
| 紅出版集團（青森文化） |          |                    |
| 2013年7月3日           | 香港男生 | ISBN 9789888223497 |

## 曾獲獎項及提名
| 年份   | 獎項                                   | 結果     |
| ------ | -------------------------------------- | -------- |
| 2022年 | 萬千星輝頒獎典禮2022「飛躍進步男藝員」 | 最後十強 |

## 外部連結
- 林子超的Instagram帳戶
- Chi Chiu的Facebook專頁
- AndyLin林子超的Facebook專頁
- Andy's Star Dance的Facebook專頁
- YouTube上的林子超AndyLin頻道
- YouTube上的Fashion Mark HK頻道
- Andy Lin Chi Chiu - Blogger.com